# Лакочерейски манастир
Лакочерейският или Горнолакочерейският манастир „Възнесение Господне“ („Свети Спас“) (на македонска литературна норма: Лакочерејски манастир „Свети Спас“) е православен манастир край охридското село Горно Лакочерей, Северна Македония. Той е част от Дебърско-Кичевската епархия.

## История
- Икони от църквата
- Чинът с апостолите, XVII век
- Чинът с апостолите, XVI век
- Икона на Света Богородица с Христос, II половина на XVI век
- Икона на Света Богородица с малкия Христос на престол, XVII век